# 2,2,4-trimetil-1,3-pentanodiol
El 2,2,4-trimetil-1,3-pentanodiol, denominado también TMPD, es un diol de fórmula molecular C8H18O2. Es isómero de posición del 1,8-octanodiol y del etohexadiol y, al igual que este último, su cadena carbonada no es lineal. Es una molécula quiral dado que uno de sus átomos de carbono es asimétrico. 

## Propiedades físicas y químicas
El 2,2,4-trimetil-1,3-pentanodiol es un sólido cristalino blanco inodoro. Tiene su punto de fusión a 50-53 °C y su punto de ebullición a 232 °C.
Posee una densidad inferior a la del agua, 0,937 g/cm³.
El valor del logaritmo de su coeficiente de reparto, logP = 1,3, implica una solubilidad mayor en disolventes apolares que en agua, siendo soluble en benceno caliente, acetona, alcoholes y éter dietílico. En agua, su solubilidad es de solo 19 g/L.
En cuanto a reactividad, este compuesto es incompatible con agentes oxidantes fuertes.

## Síntesis y usos
El 2,2,4-trimetil-1,3-pentanodiol se puede preparar haciendo reaccionar 2-clorometilpropano con hidróxido de sodio a 170-180 °C y 23 atm de presión. Junto al 2,2,4-trimetil-1,3-pentanodiol se obtienen isobutiraldehído, isobutanol y ácido isobutírico.
Mucho más específica es la síntesis partiendo de isobutiraldehído, el cual, por condensación aldólica en presencia de una catalizador alcalino, forma isobutiraldoxano. Este compuesto, neutralizado a pH 5, se escinde en isobutiraldehído e isobutiraldol. Mientras que el primero es incorporado de nuevo al comienzo del proceso, la hidrogenación del isobutiraldol con níquel Raney permite obtener el 2,2,4-trimetil-1,3-pentanodiol.
Este mismo procedimiento puede llevarse a cabo en una sola etapa: el isobutilaldehído experimenta una reacción de condensación aldólica y una reacción de Cannizzaro bajo la acción de un catalizador, que consiste en una disolución acuosa de un hidróxido de un metal alcalino y/o un carbonato también de un metal alcalino. Con este último método, la tasa de conversión de isobutiraldehído supera el 99,5%.
Asimsimo, existe un método para la síntesis simultánea de 2,2,4-trimetil-1,3-pentanodiol y el diisobutirato de este mismo diol. Consiste en la transesterificación del monoisobutirato de 2,2,4-trimetil-1,3-pentanodiol bajo el efecto de un catalizador ácido. Este último puede ser un ácido fuerte inorgánico (sulfúrico, clorhídrico, nítrico o fosfórico) o un ácido sólido basado en cromo, manganeso o circonio.
La temperatura de la reacción es de 150~190 °C y el tiempo de la misma 3~10 horas.
En cuanto a sus usos, el 2,2,4-trimetil-1,3-pentanodiol es un intermediario importante en la producción de resinas sintéticas insaturadas, resinas alquídicas, poliuretanos, agentes plastificantes de poliéster, tintas, fragancias sintéticas, surfactantes, suavizantes de tejidos y repelentes de insectos.
La resina amorfa de 2,2,4-trimetil-1,3-pentanodiol se caracteriza por su baja viscosidad, baja densidad y buena solubilidad en una amplia gama de disolventes, por lo que es una materia prima idónea para recubrimientos con escasos compuestos orgánicos volátiles. Debido a la excelente estabilidad frente a la hidrólisis, también se puede usar este diol para dar mayor consistencia a resinas de poliéster acuosas, mejorando significativamente su adhesión a diversos sustratos.
Otro uso del 2,2,4-trimetil-1,3-pentanodiol es como agente refrigerante en productos para el hogar, cuidado personal y cuidado de mascotas.

## Precauciones
El 2,2,4-trimetil-1,3-pentanodiol es un producto tóxico si se ingiere. Es combustible, siendo su punto de inflamabilidad 125 °C y su temperatura de autoignición 300 °C.